# مسئله فینکلر
مسئله فینکلر (The Finkler Question) یازدهمین رمان هاوارد جاکوبسن، نویسندهٔ بریتانیایی است. این رمان در سال ۲۰۱۰ برندهٔ جایزهٔ بوکر شد. این نخستین بار بود که جایزه‌ی بوکر به یک‌ کتاب طنز اهدا می‌شد.   

## جایزه بوکر
سه‌شنبه شب، ۲۰ مهر ماه ۸۹، جایزهٔ ادبی بوکر ۲۰۱۰ که مهم‌ترین جایزهٔ ادبی در کشورهای انگلیسی‌زبان است به خاطر رمان مسئله فینکلر، به هاوارد جاکوبسن، نویسندهٔ بریتانیایی اهدا شد. 
این نخستین باری نبود که جاکوبسن کاندید دریافت این جایزه می‌شد، ولی نخستین بار بود که جایزهٔ بوکر به یک کتاب طنز تعلق می‌گرفت. تأثیر دریافت این جایزه بر جاکوبسن تا به آنجا می‌رسد که جاناتان سافران فوئر، دربارهٔ او می‌گوید: « او یک نویسندهٔ بزرگ و یک نویسندهٔ غول آسا است.» جاکوبسن حتی در سخنرانی کوتاهش هنگام دریافت جایزه هم دست از شوخ‌طبعی بر نمی‌دارد: «با این ۵۰ هزار پوند می‌خوام برای همسرم یک کیف زنانه بخرم، تازگی به قیمت این کیف‌ها نگاه کرده‌اید؟» 
سر اندرو موشن، رئیس هیأت داوران بوکر، کتاب را «بسیار خنده دار ولی در عین حال بسیار هوشمندانه، بسیار غم انگیز و بسیار با ظرافت» توصیف می‌کند و تایمز لندن خوانندهٔ کتاب را محکوم می‌داند به تحسین کتاب: «چه طور می‌شود نوشتهٔ هاوارد جاکوبسن را خواند و موسیقی واژه‌هایش را تحسین نکرد»

## داستان
«باید پیش‌بینی می‌کرد. زندگی اش شده بود بدختی پشت بدبختی. خب پس با این اوضاع باید خودش را برای این یکی هم آماده می‌کرد... »
جولیان ترسلاو، کارمند بازنشستهٔ رادیوی بی بی سی، و سم فینکلر، فیلسوف محبوب یهودی، که کتاب می‌نویسد و در برنامه‌های تلویزیونی از اندیشه‌های صهیونیستی انتقاد می‌کند، هم کلاسی‌های قدیمی هم هستند. فینلکر به تازگی همسرش را از دست داده و جولیان هم که از همان کودکی حس می‌کرده فینکلر نمایندهٔ همهٔ یهودی‌های دنیاست پس از اینکه نتوانسته با دختر مورد علاقه‌اش ازدواج کند، بقیهٔ زندگی‌اش را مجرد بوده. به علاوه جولیان و سم معلمی داشتند به نام لیبور سویک، که او هم به تازگی بیوه شده و او هم یهودی است.
ماجرای داستان حول زندگی یهودی‌های انگلستان می‌گذرد، و این اندیشه که مردم بریتانیا از یهودی‌ها دل خوشی ندارند. ساعت دقیقاً ۱۱:۳۰ شب است که جولیان ترس لاو که همیشه به یهودیت با کنجکاوی و گاهی با دید حسادت نگاه می‌کرده، در خیابان مورد حمله قرار می‌گیرد، و یهودی خطاب می‌شود و بعد از آن همه چیز در زندگی‌اش به هم می‌ریزد و نگاهش دربارهٔ درست و غلط تغییر می‌کند.